# Simulium mussauense
Simulium mussauense är en tvåvingeart som beskrevs av Mercedes Delfinado 1971. Simulium mussauense ingår i släktet Simulium och familjen knott. Inga underarter finns listade i Catalogue of Life.